# Лазар Ханджиев
Лазар Атанасов Ханджиев е български офицер, полковник, доброволец в Македоно-одринското опълчение през Балканската (1912 – 1913) и Междусъюзническата война (1913), командир на рота от 6-и пехотен търновски полк през Първата световна война (1915 – 1918) и командир на 39-и пехотен солунски полк през Втората световна война (1941 – 1945).

## Биография
Лазар Ханджиев е роден на 4 ноември 1893 г. в Анхиало, Княжество България.
Влиза във Вътрешната македоно-одринска революционна организация и става четник на Георги Занков.
Взема участие в Балканската (1912 – 1913) и Междусъюзническата война (1913) в редовете на Македоно-одринското опълчение, след което постъпва във Военното на Негово Княжеско Височество училище. Завършва в разгара на Първата световна война (1915 – 1918) и на 2 март 1916 г. е произведен в чин подпоручик. През войната служи като ротен командир в 6-и пехотен търновски полк, като на 14 октомври 1917 г. е произведен в чин поручик. „за отличия и заслуги през третия период на войната“ през 1918 г. е награден с Военен орден „За храброст“ IV степен 2 клас, която награда е потвърдена и със заповед № 355 от 1921 г. по Министерството на войната. Съгласно заповед № 464 от същата година е награден с Военен орден „За храброст“, IV степен, 1 клас. По време на войната служи и като адютант на полка.
От 1922 г. служи в 10-и пограничен участък, а на 30 януари 1923 г. е произведен в чин капитан. През 1926 г. е изпратен на служба в 24-ти пограничен участък, а през 1928 г. съгласно Министерска заповед (МЗ) № 104б е назначен за командир на рота от 1-ви пехотен софийски полк. На 6 май 1933 г. е произведен в чин майор и същата година с МЗ № 62 е назначен на служба към Школата за запасни офицери. По-късно същата година с МЗ 92 е назначен за командир на дружина от 15-и пехотен ломски полк.
В 1924 година по време на Горноджумайските събития подпомага бившия си войвода Георги Занков да се укрие в София.
През 1934 г. с МЗ № 221 майор Ханджиев е назначен за командир на специална група от 15-и пехотен ломски полк, през следващата година с МЗ № 98 е назначен за командир на дружина от -ви пехотен софийски полк. На 6 май 1936 г. е произведен в чин подполковник и същата година с МЗ № 353 е назначен за помощник-интендант на 6-а пехотна бдинска дивизия. Две години по-късно, в началото на 1938 г. подполковник Лазар Ханджиев е назначен за командир на дружина от 22-ри пехотен тракийски полк (МЗ № 17), а по-късно същата година е назначен за началник на снабдителната секция на 7-а пехотна рилска дивизия (МЗ № 91).
В началото на 1939 г. с МЗ № 17 е назначен за помощник-командир на 22-ри пехотен тракийски полк, а по-късно същата година с МЗ № 82 е назначен за интендант на 7-а пехотна рилска дивизия. На 6 май 1940 г. е произведен в чин полковник. В началото на Втората световна война (1941 – 1945) е назначен за командир на 39-и пехотен солунски полк, на която служба е до 13 септември 1944 г. когато е уволнен от служба от новите власти.

## Семейство
Полковник Лазар Ханджиев е женен и има 2 деца.

## Военни звания
- Подпоручик (2 март 1916)
- Поручик (14 октомври 1917)
- Капитан (30 януари 1923)
- Майор (6 май 1933)
- Подполковник (6 май 1936)
- Полковник (6 май 1940)

## Награди
- Военен орден „За храброст“, IV степен, 2 клас (1918/1921)
- Военен орден „За храброст“, IV степен, 1 клас (1921)

## Образование
- Военно на Негово Княжеско Височество училище (до 1916)